# Болото Сілмсі (природна територія)
Природна територія болото Сі́лмсі (ест. Silmsi soo loodusala) — природоохоронна територія в Естонії, у волості Ярва повіту Ярвамаа. Входить до Європейської екологічної мережі Natura 2000.

## Основні дані
KKR-код: RAH0000394
Міжнародний код: EE0060113
Загальна площа — 146,4 га.
Територія утворена 5 серпня 2004 року.

## Розташування
Природоохоронний об'єкт розташовується на землях, що належать селам Ваалі, Валіла та Сілмсі.

## Мета створення

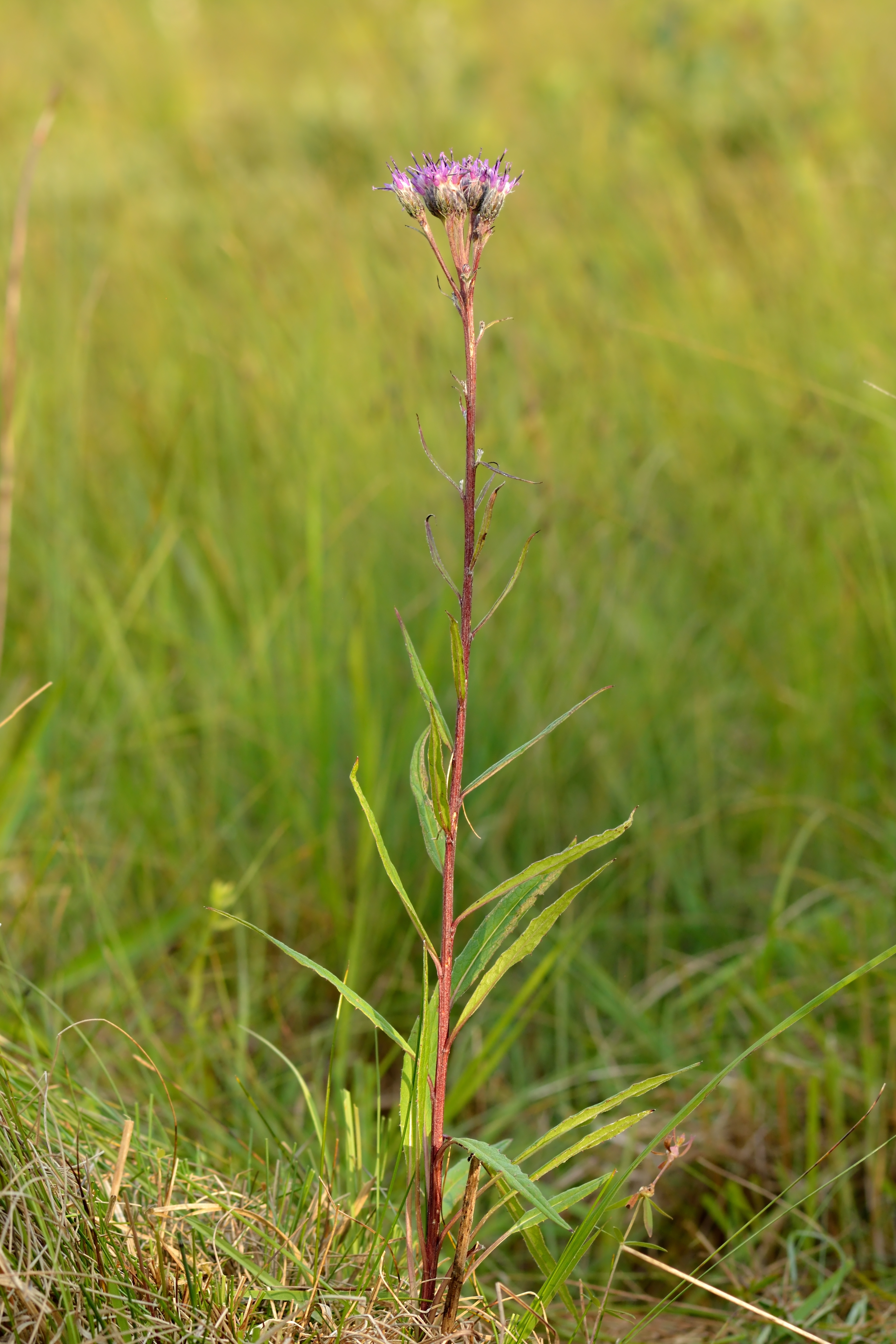
Естонський підвид сосюреї альпійської

Метою створення об'єкта є збереження 2 типів природних оселищ:
| Код   | Тип оселища          | Площа, га |
| ----- | -------------------- | --------- |
| 7230  | Лужні низинні болота | 80        |
| 9010* | Західна тайга        | 63        |

На території природної області охороняється середовище існування естонського підвиду сосюреї альпійської (Saussurea alpina ssp. esthonica).